# Becque du Biez
Pour les articles homonymes, voir Becque.
La Becque du Biez est une rivière de la région Hauts-de-France et un affluent de la Lys donc un sous-affluent de l'Escaut.

## Géographie
La longueur de son cours d'eau est de 6,7 km.
La Becque du Biez est tranquille mais polluée. Longtemps utilisée comme fossé d'évacuation des eaux usées, elle était très sale. Maintenant, des mesures ont été prises.
La Becque est enjambée par de nombreux ponts. Elle prend sa source à Fleurbaix, près du cimetière britannique, et de la Rivière des Layes, à l'altitude 18 mètres.
Puis elle se jette dans la Lys à Erquinghem-Lys, après le centre équestre et au nord est du cimetière britannique, à l'altitude 16 mètres, en face de la zone d'activité des Trois Tilleuls de la commune de Nieppe.
En effet, elle ne fait pas plus de cinq kilomètres. Elle passe dans la campagne et dans des endroits assez urbanisés.